# Valor-notícia
Valores-notícia são critérios que influenciam a seleção e o destaque de fatos como produto noticioso. Estes valores ajudam a explicar o que torna algo "digno de ser noticiado". Segundo o pesquisador italiano Mauro Wolf, valor-notícia é um componente da noticiabilidade que define "quais os acontecimentos que são considerados suficientemente interessantes, significativos e relevantes para serem transformados em notícia". Para o autor, estes valores funcionam, na prática, de forma complementar. Ou seja, na seleção dos acontecimentos, os critérios de relevância funcionam de maneira conjunta considerando as diferentes combinações que se estabelecem entre diferentes valores-notícia que recomendam a seleção de um fato.
Os valores-notícia não são universais e podem variar entre diferentes culturas. Entre as muitas listas de valores que foram elaboradas por acadêmicos e jornalistas, algumas tentam descrever as práticas de notícias entre culturas, enquanto outras se tornaram notavelmente específicas para a imprensa de certas nações (muitas vezes ocidentais). Na prática ocidental, as decisões sobre a seleção e priorização de notícias são tomadas pelos editores com base em sua experiência e intuição, embora análises dos noruegueses Johan Galtung e Mari Holmboe Ruge tenham mostrado que vários fatores são aplicados de forma consistente em uma série de organizações de notícias.
Alcançar relevância, dar às pessoas as notícias que elas desejam e se interessam é uma meta cada vez mais importante para os meios de comunicação que buscam manter sua participação no mercado, que evolui rapidamente. Isso tornou as organizações de notícias mais abertas às contribuições e comentários do público e as forçou a adotar e aplicar valores-notícia que atraem e retêm o público. O crescimento da mídia interativa e do jornalismo cidadão está alterando rapidamente a distinção tradicional entre produtor de notícias e público passivo e pode, no futuro, levar a uma redefinição do que significa "notícia" e do papel da indústria de notícias.

## Valores-notícia e rotinas produtivas
Para Mauro Wolf, os valores/notícia não estão presentes apenas na seleção das notícias, participam também nas operações seguintes, embora com relevo diferente. "Os valores/notícia se tornam regras práticas que abrangem um corpus de conhecimentos profissionais que, implicitamente e, muitas vezes, explicitamente, explicam e guiam os processos operativos nas redações.". Para Wolf, os valores/notícia devem constituir referências claras e disponíveis aos conhecimentos partilhados sobre a natureza e os objetos das notícias. Estas referências podem ser utilizadas para facilitar a complexa e rápida elaboração dos noticiários. A principal exigência é rotinizar tal tarefa, de forma a torná-la exequível. Os valores/notícia servem, exatamente, para esse fim.
Quanto ao caráter dinâmico dos valores/notícia, o autor italiano aponta que:
"(...) mudam no tempo e, embora revelem uma forte homogeneidade no interior da cultura profissional - para lá de divisões ideológicas, de geração, de meio de expressão, etc. -, não permanecem sempre os mesmos (...)".
"Em geral, pode dizer-se que cada novo setor, tema, argumento ou assunto que represente uma ampliação da esfera informativa, se torna regularmente noticiado, na medida em que se verifica um reajustamento e uma redefinição dos valores/notícia."
Ainda segundo o autor, os valores/notícia derivam de pressuposto implícitos ou de considerações relativas: 
a) às características substantivas das notícias: ao seu conteúdo; 
b) à disponibilidade do material e aos critérios relativos ao produto informativo;
 c) ao público; 
d) à concorrência.
A primeira categoria de consideração diz respeito ao acontecimento a ser transformado em notícia; a segunda, diz respeito ao conjunto dos processos de produção e realização; a terceira, diz respeito à imagem que os jornalistas têm acerca dos destinatários e a última diz respeito às relações entre os mass media existentes no mercado informativo.

## Tipologia dos valores-notícia na perspectiva de Mauro Wolf

### De acordo com os critérios substantivos
Esses critérios articulam-se, essencialmente, nos fatores importância e interesse da notícia. O fator importância é determinado por quatro variáveis:
- Grau e nível hierárquico dos indivíduos envolvidos no acontecimento noticiável: Quanto mais famoso, influente ou poderoso o indivíduo envolvido na notícia, mais chances de ser noticiado. Essa variável é analisada em graus de hierarquia que podem ser medidos pelo poder econômico, pela riqueza ou pelo prestígio, por exemplo.
- Impacto sobre a nação e sobre o interesse nacional: Esse segundo fator é determinado pela capacidade que o acontecimento tem de influenciar ou afetar os interesses do país. Esse fator é compreendido pelo denominação de significatividade, denominada por Galtung e Ruge. Associado a esse fator  está o valor-notícia proximidade, onde a vizinhança geográfica e afinidade cultural possuem maior peso na seleção da notícia.

- Quantidade de pessoas que o acontecimento (de fato ou potencialmente) envolve: A importância aqui é medida pela quantidade de pessoas que estarão envolvidas no determinado acontecimento ou quanto mais pessoas famosas ou reconhecidas estiverem presentes. Um grande exemplo disso é o Oscar.
- Relevância e significatividade do acontecimento quanto à evolução futura de uma determinada situação.

Quanto ao fator interesse da notícia, Wolf esclarece que ele esta estreitamente relacionado à imagem que os jornalistas têm do público e também ao valor/notícia que Golding e Eliott chamam de " capacidade de entretenimento".  Conforme o autor italiano são consideradas interessantes as notícias que procuram interpretar os fatos baseando-se no aspecto do "interesse humano, do ponto de vista insólito, das pequenas curiosidades que atraem a atenção"

### De acordo com os critérios relativos ao produto
Diz respeito à disponibilidade de materiais e às características do produto informativo.
- Disponibilidade: aborda o quanto acessível o fato é para os jornalistas, o quanto é tratável na forma técnica (se demanda ou não o gasto de muitos meios para a cobertura). Esse fator ainda abarca o critério de brevidade que se atem ao essencial de uma notícia mesmo tentando abarcar o máximo possível do fato, entretanto sem prolongamentos para poder se adequar às limitações do meio (que possui espaço limitado).
- Atualidade: a notícia tem que acontecer o mais em cima possível do momento que for veiculada.
- Qualidade: refere-se ao quão bem o fato é ilustrado e retratado, o cuidado em mostrar a notícia de forma dinâmica (por mais maçante que seja), o esforço em apresentar os mais variados pontos de vista possíveis e a clareza na linguagem afim do receptor assimilar facilmente a mensagem.
- Equilíbrio: tem por objetivo buscar conteúdos dos mais variados possíveis, que abarquem a maior quantidade de temas.

### De acordo aos critérios relativos ao meio de comunicação
A notícia nesse critério não está apenas ligada ao conteúdo, mas também ao material de boa qualidade que será veiculado. As imagens precisam comunicar de forma efetiva para ganhar espaço na mídia. Além disso, esse critério está associado a todos os valores-notícia de relevância ligados ao públicos (de modo a entreter sem ultrapassar os limites do bom gosto, decência etc). A frequência que um acontecimento é noticiado na mídia também determina a probabilidade que ele poderá voltar a ser noticiado. 
O formato (limites espaço-temporais que caracterizam o produto informativo) conferem certa rapidez nas escolhas dos jornalistas, já que delimitam um espécie de pré-seleção mesmo ainda tendo que aplicar outros valores-notícia.

### De acordo com os critérios relativos ao público
Este critério diz respeito à visão que o jornalista tem de seu público, mesmo que não o conheça diretamente. Se, por um lado, é dever do jornalista informar e não apenas satisfazer o público, no sentido de quanto menos se voltarem para esse, mais atenção poderão dar às notícias, por outro lado, a referência às necessidades desse público também é constante, o que se reflete nas rotinas de produção. Portanto, esse critério está ligado ainda à capacidade que uma notícia tem de chamar a atenção, chamado de 'estrutura narrativa'. Além disso, há também o aspecto da proteção, que impede a veiculação de notícias que causariam traumas e preocupações exarcebadas. 
Por isso, conforme Wolf, há três classes de notícia nesse critério:  
a) As notícias que permitem uma identificação por parte do espectador;
b) As notícias-de-serviço;
c) As chamadas non–burdening stories, que são notícias ligeiras e que não oprimam o espectador, "nem com demasiados pormenores, nem com histórias deprimentes ou sem interesse"

### De acordo com os critérios relativos à concorrência
Esse critério diz respeito a três tendências postuladas por Mauro Wolf, com base nos estudos de Herbert Gans:
Primeiramente, os mass media tendem a selecionar acontecimentos noticiosos que possuam um caráter de exclusividade. Wolf, referenciando Gans, coloca que "(...) os mass media competem na obtenção de exclusivos, na invenção de novas rubricas e na feitura de pequenas "caixas" sobre os pormenores (...)". Desse modo, os meios de comunicação buscam se sobressair aos concorrentes, trazendo notícias "bombásticas" para chamar a atenção do público.
Em seguida, o autor aponta que a segunda tendência está relacionada ao fato de que a concorrência pode gerar "expectativas" semelhantes entre os meios de comunicação, "(...) no sentido em que pode acontecer que uma notícia seja selecionada porque se espera que os mass media concorrentes façam o mesmo".
Por fim, o italiano exprime que a concorrência entre os meios leva a contribuição de para a formação dos parâmetros profissionais e, consequentemente, a criação dos modelos de referência. Desse modo, os mass media tendem a selecionar os fatos noticiosos utilizando o mesmo padrão que o concorrente, visto que este modelo possui grande credibilidade.  

## Tipologia dos valores-notícia de Galtung e Ruge (1965)

### De acordo com o impacto
- Amplitude: quanto maior o número de pessoas envolvidas maior a probabilidade de o acontecimento ser noticiado. Mas há que contar com o fator da proximidade ou o princípio do morto-quilômetro. O critério de proximidade é utilizado para escolha de produção e publicação de notícias, a partir da premissa que assuntos próximos ao leitor geram maior interesse do que fatos acontecidos à quilômetros de distância: para a realidade de Portugal, 300 mortos em Mogadíscio valem menos do que 10 mortos nos arredores de Lisboa.
- Frequência: quanto menor for a duração da ocorrência maior a probabilidade terá de ser relatada em notícia. Por exemplo um terremoto terá mais relevância noticiosa do que as medidas tomadas após o mesmo. Acontecimentos de longa duração, como por exemplo a viagem de satélites pelo espaço, têm fraca cobertura. Os acontecimentos rotineiros podem ser noticiados se tiverem interesse para muita gente como os jogos de futebol do fim-de-semana e as reuniões parlamentares, por exemplo. Já o fato rotineiro de os combôios chegarem sempre a horas não tem valor-notícia.
- Negatividade: as más notícias vendem mais do que boas notícias. Além disso, são mais fáceis de noticiar do que boas notícias. Entre as más notícias há uma certa hierarquia na preferência do leitor, telespectador, ouvinte ou internauta. O noticiário envolvendo morte tem grande impacto junto à audiência. As mortes por assassinato são as que mais comovem e, consequentemente, atraem o público. Depois vêm as notícias de mortes por atentados, guerras e conflitos diversos, acidentes aéreos, automobilísticos ou por qualquer meio de transporte e as tragédias naturais. A morte de celebridades, trágica ou não, também têm grande poder de atração da audiência por parte dos meios de comunicação.
- Caráter inesperado: Um evento totalmente inesperado terá mais impacto do que um evento agendado e previsto. Como o jornalista Charles Anderson Dana escreveu: "Se um cão mordeu um homem, isso não é notícia. Mas se um homem morder um cão, isso é notícia!!!"
- Clareza: eventos cujas implicações sejam claras vendem mais jornais do que aquelas que estão abertas a mais do que uma interpretação, ou cujo entendimento exija conhecimentos acerca dos antecedentes ou contexto desse mesmo evento.

### De acordo com a empatia com a audiência
- Personalização: as ocorrências que possam ser retratadas como ações de indivíduos atraem um maior interesse humano pela história relatada pelo jornalista.
- Significado: este critério está relacionado com a proximidade geográfica e cultural que a ocorrência possa ou não ter para o leitor. Notícias sobre acontecimentos, pessoas e interesses mais próximos do leitor terão um maior significado para ele.
- Referência a países de elite: notícias relacionadas com países mais poderosos têm maior destaque do que notícias relativas a países de menor expressão política e económica.
- Referência a pessoas que integram a elite: histórias acerca de pessoas ricas, poderosas, influentes e famosas recebem uma maior cobertura noticiosa.

### De acordo com o pragmatismo da cobertura mediática
- Consonância: segundo este critério os jornalistas têm esquemas mentais em que prevêem que determinado acontecimento pode vir a ocorrer. Esta previsão tem a ver com a experiência e rotina do jornalista que escolhe o que é noticiável em consonância com aquilo que tinha antevisto. Assim se uma ocorrência corresponder às expectativas do jornalista terá maiores probabilidades de ser publicada.
- Continuidade: uma vez publicada, a notícia ganha uma certa inércia. Como a história já foi tornada pública existe uma maior clareza acerca da mesma. Isto cria um acompanhamento da notícia até que outras notícias mais importantes em agenda obriguem a deixar cair o assunto.
- Composição: o arranjo das notícias por rubricas, seções ou cadernos deve ser equilibrado. Se um acontecimento internacional for importante terá de competir com o valor de outros acontecimentos internacionais para ocupar um determinado espaço na seção dedicada a este tipo de notícias. Assim a importância de uma história não depende apenas do seu valor-notícia mas também do seu valor face a outras histórias.

## Seleção noticiosa
Seleção noticiosa é a escolha de acontecimentos que serão ou não noticiados. Os estudos de seleção de notícias partem geralmente de um outro conceito teórico do Jornalismo, o gatekeeping, um estudo clássico da década de 1950. Antes disso, em 1690, Tobias Peucer desenvolveu a primeira pesquisa acadêmica sobre jornalismo, na qual o autor disserta sobre seleção de fatos que merecem ser recordados, ou conhecidos, fazendo alusão ao posteriores critérios de noticiabilidade. A primeira etapa da seleção noticiosa é chamada seleção primária, onde os valores-notícia são os principais critérios para que ocorra uma filtragem dos fatos. Entretanto, não é suficiente apenas escolher quais acontecimentos serão publicados como notícia e quais serão descartados. Entre os selecionados, é necessário fazer uma distinção dos fatos mais importantes — de acordo com os valores-notícia — e que merecem tomar mais espaço nas manchetes e páginas de jornais impressos, além de chamadas de telejornais. Em linhas gerais, a seleção tem vida na redação de um veículo e ultrapassa seus muros, quando não é preciso somente escolher, mas hierarquizar os fatos.
Não se deve confundir seleção noticiosa com valor-notícia. Valores-notícia dizem respeito às características do fato propriamente dito, enquanto a seleção é um processo não só de seleção, mas de hierarquização das informações, processo que ocorre no interior das redações. A seleção se utiliza dos valores-notícia, porém esta é apenas uma parte do processo, pois entrarão nesse rol outros critérios de noticiabilidade, como o formato do produto, a qualidade da imagem, a linha editorial, o custo e o público-alvo.
Em um estudo sobre a abordagem de jornais estrangeiros em relação às crises do Congo, de Cuba e do Chipre, os pesquisadores noruegueses Johan Galtung e Mari Holmboe Ruge realizaram uma investigação mais aprofundada acerca do papel dos valores-notícia no processo de seleção noticiosa, que levou à criação de duas hipóteses. A primeira é a hipótese da aditividade, cujo argumento principal é de que um acontecimento que se encaixa em vários valores-notícia diferentes tem mais chance de virar manchete, pois esses valores se "somariam", conferindo maior relevância àquele acontecimento. A segunda é a hipótese da complementaridade, em que os autores afirmam que um acontecimento que tiver um valor-notícia baixo em alguma dimensão pode compensar isso sendo alto em outra. Um terremoto que vitima várias pessoas, por exemplo, tem baixa personalização, mas tem uma carga de negatividade alta que pode fazê-lo virar notícia.

## Percepções do público sobre as notícias
Modelos convencionais de valores-notícia têm como foco o que o jornalista percebe como notícia. Mas o processo noticioso é uma via de mão dupla, envolvendo quem produz as notícias (o jornalista) e quem as recebe (a audiência), embora as barreiras que dividem os dois estejam se embaraçando com o crescimento do jornalismo cidadão e da mídia interativa. Poucos pesquisadores tentaram definir fatores comuns que determinam as percepções do público das notícias e que geram interesse em uma audiência de massa. Baseando seu julgamento em muitos anos como jornalista, Alastair Hetherington afirma que "…qualquer coisa que ameace a paz, a prosperidade e o bem-estar das pessoas é notícia e provavelmente chegará às manchetes".
John Whyte-Venables sugere que o público pode interpretar as notícias como um "sinal de risco". Psicólogos e primatólogos concluíram que macacos e seres humanos monitoram constantemente o ambiente ao seu redor busca de informações que possam sinalizar a possibilidade de perigo físico ou ameaça à posição social do indivíduo. Essa receptividade aos sinais de risco é um mecanismo de sobrevivência poderoso e virtualmente universal. Um "sinal de risco" é caracterizado por dois fatores: um elemento de mudança (ou incerteza) e o quão importante essa mudança é para a segurança do indivíduo. As mesmas duas condições são observadas como características das notícias. O valor da notícia de uma história, se definido em termos do interesse que ela carrega para o público, é determinado pelo grau de mudança que contém e pela relevância que a mudança tem para o indivíduo ou grupo. A análise mostra que jornalistas e publicitários manipulam os fatores mudança e relevância para maximizar ou, em alguns casos, minimizar, a força de uma história.
A preocupação com a segurança é proporcional à relevância da história para o indivíduo, sua família e grupo social, em ordem decrescente. Em algum ponto, há um limite de relevância, além do qual a mudança não é mais percebida como relevante ou digna de ser noticiada. Essa fronteira pode ser manipulada por jornalistas, elites de poder e comunicadores que buscam encorajar o público a excluir, ou abraçar, certos grupos. Por exemplo, para distanciar uma audiência local de um rival político durante uma guerra ou, inversamente, para destacar determinada situação de vulnerabilidade de um cultura distante e, assim, estimular o apoio a programas assistenciais.
Em 2018, Hal Pashler e Gail Heriot publicaram um estudo mostrando que as percepções de valor jornalístico tendem a ser contaminadas por um viés de utilidade política. Em outras palavras, os indivíduos tendem a ver como mais interessantes notícias que favorecem suas visões políticas, creditando suas próprias percepções e opiniões.

## Perspectivas evolucionistas
Uma explicação da psicologia evolucionista do motivo das notícias negativas terem valor-notícia maior do que notícias positivas começa com a observação empírica de que o sistema perceptivo humano e as funções cerebrais de nível inferior têm dificuldade em distinguir entre estímulos da mídia e estímulos reais. Estes mecanismos cerebrais de nível inferior, que funcionam em um nível subconsciente, fazem avaliações básicas de estímulos perceptivos, concentram a atenção em estímulos importantes e iniciam reações emocionais básicas. Os pesquisadores Maria Elizabeth Grabe e S. Craig Roberts descobriram que o cérebro diferencia estímulos negativos e positivos e reage de forma mais rápida e automática aos estímulos negativos, que também são mais lembrados. Isso provavelmente tem explicações evolutivas, sendo frequentemente importante focar rapidamente a atenção, avaliar e responder logo às ameaças. Enquanto a reação a um forte estímulo negativo é evitar, um estímulo moderadamente negativo causa curiosidade e um exame mais aprofundado. Argumenta-se que notícias negativas da mídia se enquadram na última categoria, o que explica sua popularidade. Argumenta-se que a mídia audiovisual realista tem efeitos particularmente fortes em comparação com a leitura.
Homens e mulheres diferem, em média, em como gostam, avaliam, lembram, compreendem e se identificam com as personagens das notícias, dependendo se as notícias têm uma construção negativa ou positiva. As mulheres, em média, tendem a evitar com mais força os estímulos moderadamente negativos. Isso foi explicado como sendo papel dos homens, na história evolutiva, a investigação e potencial resposta agressiva a ameaças, enquanto as mulheres e crianças se retiram. Ainda, pesquisas alegam que notícias negativas são construídas de acordo com as preferências masculinas pelos jornalistas que cobrem tais notícias, e que notícias mais positivas podem atrair um público feminino maior. No entanto, outros estudiosos pedem cautela com relação às afirmações da psicologia evolucionista sobre as diferenças de gênero.